# نوسان‌ساز تصادفی

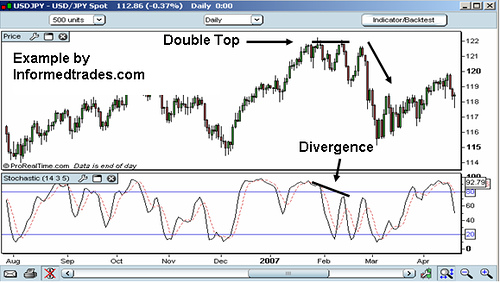
واگرایی میان قیمت و نوسان‌ساز تصادفی

نوسان‌ساز تصادفی (انگلیسی: Stochastic oscillator) از ابزارهای تحلیل تکنیکی و یک شاخص حرکت قیمت در معاملات اوراق بهادار است، که از سطوح پشتیبانی و مقاومت در نمودار قیمت، جهت پیش‌بینی نقاط چرخش قیمت در آینده، استفاده می‌کند. ابزار نوسان‌ساز تصادفی نخستین بار توسط جورج لین و در اواخر دهه ۱۹۵۰ معرفی شد. اصطلاح تصادفی به نقطه قیمت فعلی در رابطه با دامنه قیمت آن سهام یا اوراق بهادار، در طی یک دوره زمانی اشاره دارد. معامله‌گران بازار بورس با استفاده از این ابزار تکنیکال، قیمت بسته شدن اوراق بهادار را با دامنه پیشین قیمت آن، مقایسه کرده و سعی می‌کنند تا نقاط چرخش قیمت را با بکارگیری نوسان‌ساز تصادفی، پیش‌بینی نمایند.